# Joe Weatherly
Statistiques en NASCAR Cup Series
Dernière mise à jour : 17 décembre 2016 
Joe Weatherly est un pilote américain de NASCAR né le 29 mai 1922 à Norfolk, Virginie, et mort le 19 janvier 1964 à Riverside, Californie.

## Carrière
Il participe à 13 saisons de NASCAR entre 1951 et 1964 et remporte le championnat Grand National en 1962 et 1963.
En 1964, il est victime d'un accident sur le circuit de Riverside. Sa voiture sort et sa tête heurte le rail. Il meurt sur le coup. Weatherly demeure le seul champion NASCAR mort durant l'année de défense de son titre. Cet accident rendit obligatoire le filet de protection sur les fenêtres.